# Atopotrophos fukienensis
Atopotrophos fukienensis là một loài tò vò trong họ Ichneumonidae.